# RAD Group

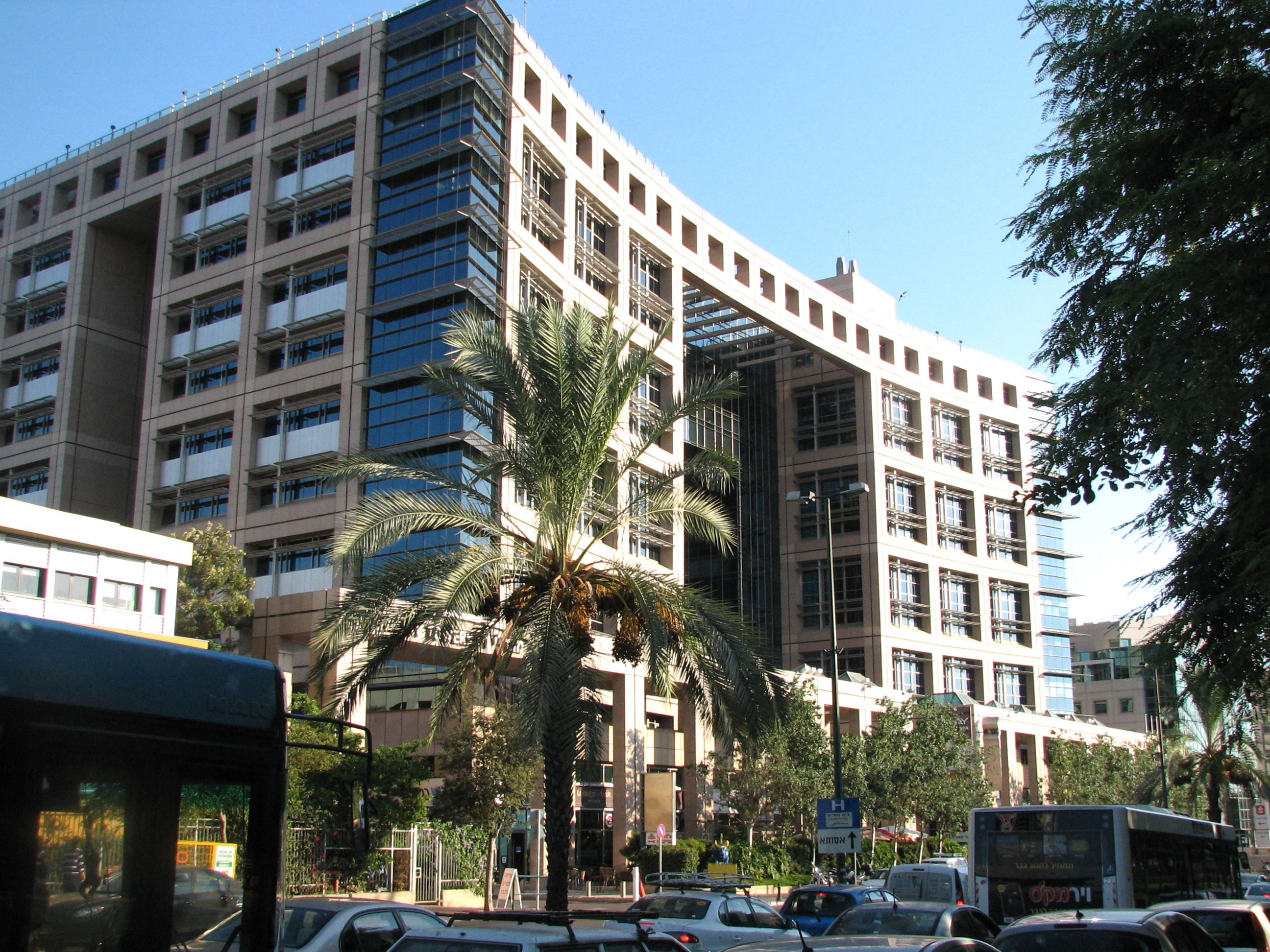
Головна будівля(штаб квартира)RAD Group, знаходиться в Рамок Хахаял

RAD Group (група компаній RAD) — об'єднання декількох незалежних компаній, які займаються розробкою, виробництвом та продажем мережевого і телекомунікаційного обладнання. Кожна компанія функціонує окремо, без втручання головної компанії, але розвивається в рамках загальної та спільної стратегії, яку визначають засновники групи. Компанії діляться за технологічними розробками, беруть участь в спільних маркетингових подіях і мають спільну структуру управління. П'ять компаній RAD Group мають лістинг акцій на NASDAQ: Radvision, Ceragon Networks, Radware, RADCOM, и Silicom.

## Становлення
RAD Group була заснована братами Іудою та Зоаром Зісапель, в місті Тель-Авів, Ізраїль. Обидва брати вивчали розробку електроніки в Техніоні — Ізраїльському технологічному інституті. Іуда почав свою кар'єру в 1960 році, працюючи в ізраїльському відділі компанії Motorola, але в 1973 році, вирішив організувати власний бізнес по імпорту і продажу мережевого комп'ютерного обладнання. Компанія була названа Bitcom. Згодом Іуда розділив бізнес із своїм партнером та заснував нову компанію Bynet. Головним доходом компаній було поширення продукції компанії Codex Corporation, та Bynet у скорому часі стала лідером даного напрямку на території Ізраїлю. В 1977 році Codex Corporation була куплена компанією Motorola, але, завдяки успіху на ринку Ізраїлю, Bynet зберегла за собою права на поширення товарів. В 1981 році компанія Motorola вирішила не пролонгувати угоду з Bynet і поставлять продукцію Codex Corporation в Ізраїль напряму.

#### Заснування RAD
Утрата прав на поширення продукції Codex Corporation заставила Іуду переосмислити свої плани і зрозуміти, що його бізнес не повинен покладатися тільки на один вид продукції. В 1981 році він попросив свого брата Зоара приєднатися до його компанії Bynet, щоб почати роботу над розробкою своєї власної продукції. Компанія була названа RAD (щр означало просте скорочення від повного Research and Development — дослідження та розвиток) та розмістились в одному з офісів Bynet.

#### Перші успіхи в розробці
Першою успішною розробкою RAD був мініатюрний (по стандартам 1980-х) комп'ютерний модем. Продукт швидко став комерційно вигідним та успішним і до 1985 року, щорічний грошовий оберт компанії RAD досяг позначки 5,5 мільйонів доларів. Як наслідок, на основі цієї продуктової лінійки, сформувалась RAD Data Communications — найбільша компанія в RAD Group.

## LANNET
В 1985 році RAD надавав деяке фінансування та підтримку підприємцю Бені Ханігалу для замнування LANNET Data Communications. Компанія займалася розробкою новаторською мережею Ethernet комутаторів, який, одним з перших, дозволив підключення через телефонну пару замість дорогого коаксіального кабелю. В 1991 році LANNET вийшла на IPO, але в 1995 році було прийнято рішення про зливання LANNET із Madge Networks. В цій угоді LANNET була оцінена в 300 мільйонів доларів.
До кінця 1995 року об'єднана Madge-Lannet нараховувала у своєму штаті близько 1400 працівників і заробляла більше 400 мільйонів доларів доходу. Але в період з 1996 по 1997 роки, через розбіжності з приводу стратегій подальшого розвитку між колишніми керівниками двох компаній, Бенні Ханігал покинув свій пост і приєднався до ізраїльського венчурного фонду Star Ventures. В кінці 1997 року Madge Networks створила філіал на основі свого підрозділу по Ethernet технологіям, 8нову же назвавши його LANNET, і, в липні 1998 року, продала цей філіал компанії Lucent Technologis за 117 мільйонів доларів.

### Розвиток в 90-х роках XX століття
Протягом 90-х років минулого століття RAD Group взяла участь в заснуванні 12 різних компаній, деякі з яких стали публічними компаніями на фондовій біржі NASDAQ, а деякі були згодом продані іншим компаніям. RAD Group використовувала подібний підхід при створені всіх нових підприємств — побудову бізнесу навколо інновацій (в технологіях та інших продуктах) та залучення інвестицій від венчурних фондів. Саме таким шляхом були засновані компанії RADCOM в 1990 році та RADvision в 1992 року.
Компанії, які входять в RAD Group
- Bynet — Системний інтегратор, заснована в 1973 році.

RAD Data Communications — Рішення для операторів зав'язку та корпоративних мереж, заснована в 1981 році.
Silicom (NASDAQ: SILC) — Високовиробнича мережеві адаптери та прилади безпеки, заснована в 1987 році.
RADCOM (NASDAQ: RDCM) — обладнане, для тестування мереж і управління якістю послуг, заснована в 1991 році.
Ceragon Networks (NASDAQ: CRNT) — Розробка і виробництво надточних широкосмугових цифрових радіорелейних систем передачі даних, заснована в 1996 році (як Giganet)
Radware (NASDAQ: RDWR) — Комутація на рівні додатків, заснована в 1997 році.
Radwin — Рішення безпроводового широкосмугового доступу, заснована в 1997 році.
SANRAD — Рішення для зберігання даних, заснована в 2000 році
PacketLight Networks— рішення для передачі та зберігання даних, відео та голосових додатків по оптоволоконним мережам, заснована в 2000 році.
Wisair — рішення для Ultra Wideband та безпровідникового зв'язку, заснована в 2001 році.
Commex Technologies Inc. — Передові рішення для багатоядерних x86 систем, заснована в 2005 році.
RADLIVE — Телефоні технології високої якості зв'язку, заснована в 2005 році.
Channelot — рішення цифрових передатчиків для операторів стаціонарного і мобільного телебачення, заснована в 2007 році
Компанії — колишні учасники групи:
- LANNET — продана Madge Networks в 1995, а згодом Lucent в 1998 році;

- Armon Networking — продана Bay Networks в 1996 році;

- RADNET — продана Siemens AG та Newbridge в 1997 році;

- RADLINX — продана VocalTec в 1998 році;

- RADWIZ — продана Terayon Communications в 1999 році;

- RADLAN — продана Marvell в 2003 році;

- RND — продана USR Electronics в 2003 році;

- RiT Technologies — продана Stis Coman Corporation в 2008 році;

RADVISION (NASDAQ: RVSN) — Виробник обладнання та розробник технологій для передачі голосу, відео та даних в реальному часі, заснована в 1992 році. В 2012 році куплена компанією Avaya

## Премії та визнання
RAD Group companies виграла багато нагород включаючи таку як Business Red Herring, премію Fierce Innovation Cyber Security, премію Best-in-Show в галузі Інтернет-телефонного бізнесу, премію Industry Virtualization Industry Award, премію Reader's Choice Awards в Азійсько-тихоокеанському регіоні, кілька Carrier Ethernet нагороди та премії Editor's Choice Awards від профільних журналів, таких як Network Computing. RAD Group також отримувала премії віє Protocols.com [Архівовано 12 квітня 2022 у Wayback Machine.], провідного сайту для інформаційних та довідкових матеріалів у галузі мережевих та комп'ютерних наук.
Zohar Zisapel був названий «Біллом Гейтсом» Ізраїлю

У серпні 2005 р. За версією Журналу Business 2.0 RAD Group увійшла до списку «29 найкращих бізнес-ідей у світі». Ів рейтингу займає 14 місце.

## Значення
Згідно з дослідженням, проведеним професором Шмуелем Еллісом, головою кафедри управління Університету Тель-Авіва, факультету менеджменту разом з професором Ізраїлем Дрорі з Школи ділового адміністрування в коледжі менеджменту академічних досліджень проф. Цур Шапіра, голова Управління управління та організацій в Нью-Йоркський університет, група RAD була «найкращим підґрунтям» для створення нових ізраїльських фірм, зробивши 56 «серійних підприємців», які створили ще більше, навіть більше чим ще один стартап кожен. Випускники «RAD Group» несли відповідальність за встановлення 111 значних ініціатив у високих технологіях.